# František Koníček
František Koníček, né le 17 mai 1953 à Vlčnov, est un homme politique tchèque, ancien membre du parti social-démocrate tchèque (ČSSD).